# Opium fürs Volk
Opium fürs Volk – album niemieckiego zespołu punkrockowego Die Toten Hosen, wydany w 1996 roku. 

## Lista utworów
1. „Wir sind bereit” (Frege, von Holst/Frege) − 2:01
2. „Jürgen Englers Party” (Frege, von Holst/Frege) − 1:26
3. „Vaterunser” − 1:10
4. „Mensch” (Holst/Frege) − 4:08
5. „Die Fliege” (Frege/Frege) − 1:54
6. „Die zehn Gebote” (Rohde/Frege) − 4:04
7. „Böser Wolf” (von Holst/Frege) − 4:02
8. „Nichts bleibt für die Ewigkeit(inne języki)” (von Holst, Frege/Müller, von Holst, Frege) − 4:10
9. „Ewig währt am längsten (Dub)” (Meurer/Müller, von Holst, Frege) − 2:54
10. „Und so weiter” (Rohde/Frege, Müller) − 1:40
11. „Bonnie & Clyde” (Breitkopf/Frege) − 3:30
12. „Der Froschkönig” (Breitkopf/Frege) − 3:47
13. „XTC” (Meurer/Frege) − 4:16
14. „Lügen” (von Holst/Frege) − 4:12
15. „Paradies” (Frege/Frege) − 4:08
16. „Und wir leben” (Meurer/Frege) − 3:50
17. „Er denkt, sie denkt” (Frege/Frege) − 4:34
18. „Seelentherapie” (Breitkopf/Frege) − 5:13
19. „Viva la Revolution” (Breitkopf/Frege) − 4:46
20. „Zehn kleine Jägermeister” (Rohde/Müller, Frege) − 4:45

## Dodatkowe utwory na reedycji z 2007
1. „Fliegen” (Frege/Frege) – 4:28
2. „Prominentenpsychose” (Frege/Frege) – 3:14
3. „Herzglück harte Welle” (Rohde/Frege) – 1:57

## Single
- 1995 „Nichts bleibt für die Ewigkeit(inne języki)”
- 1996 „Paradies”
- 1996 „Bonnie & Clyde”
- 1996 „Zehn kleine Jägermeister”

## Wykonawcy
- Campino – wokal
- Andreas von Holst – gitara
- Michael Breitkopf – gitara
- Andreas Meurer – gitara basowa
- Wolfgang Rohde – perkusja

## Listy przebojów
| rok  | kraj       | Pozycja |
| ---- | ---------- | ------- |
| 1996 | Niemcy     | 1       |
| 1996 | Szwajcaria | 2       |
| 1996 | Austria    | 3       |